# Evangelische Kirche (Münster, Creglingen)

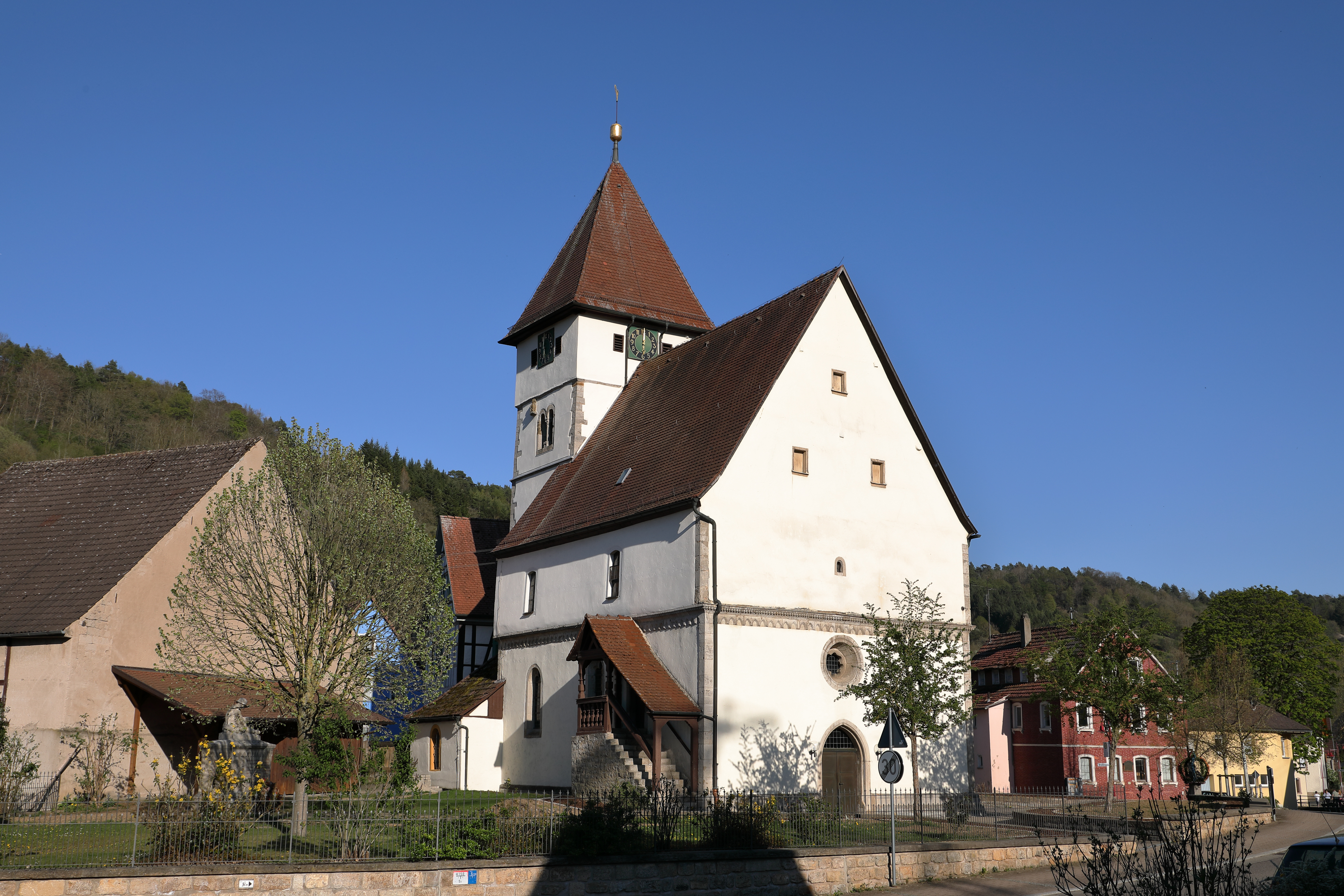
Evangelische Kirche in Münster

Die Evangelische Kirche steht in Münster, einem Ortsteil der Stadt Creglingen im Main-Tauber-Kreis in Baden-Württemberg. Das Bauwerk ist beim Landesamt für Denkmalpflege Baden-Württemberg als Baudenkmal eingetragen. Die Kirchengemeinde gehört zur Verbundkirchengemeinde Herrgottstal und Rimbachtal im Kirchenbezirk Weikersheim der Evangelischen Landeskirche in Württemberg.

## Beschreibung
Die im 13. Jahrhundert erbaute Saalkirche besteht aus einem Langhaus, dessen Obergeschoss als Getreidespeicher diente, und einem Chorturm auf quadratischem Grundriss im Osten, der mit einem Pyramidendach bedeckt ist. Sein oberstes Geschoss enthält die Turmuhr. Im Geschoss darunter ist hinter den als Biforien gestalteten Klangarkaden der Glockenstuhl untergebracht.
Zur Kirchenausstattung gehört ein um 1740 gebauter barocker Altar, der mit Pilastern gegliedert ist.